# Teya
Teya, właśc. Teodora Špirić (serb. Теодора Шпирић; ur. 12 kwietnia 2000 w Wiedniu) – austriacka piosenkarka, autorka piosenek pochodzenia serbskiego. Reprezentantka Austrii w 67. Konkursie Piosenki Eurowizji (2023).

## Życiorys
Jej rodzice obydwoje pochodzą z Serbii. Część dzieciństwa spędziła w Kladowie w Serbii, ale później wróciła z rodziną do Wiednia. Pierwsze doświadczenia muzyczne zdobywała w licealnej orkiestrze jazzowej, a następnie na scenie muzycznej w Broadway Company. Chociaż miała wiele zainteresowań, wcześnie zdecydowała się poświęcić muzyce. Swoją pierwszą piosenkę napisała w 2017 roku. W 2019 roku rozpoczęła pracę w Szwajcarii z Kate Northrop i producentem Pele Lorianem. Uczestniczyła również w projekcie Beyond Music.
W 2018 roku wydała swój debiutancki singiel „Waiting For”. Pod koniec 2019 roku pod pseudonimem Thea Devy (serb. Теа Диваj) zgłosiła się z utworem „Judgement Day” do wewnętrznych austriackich eliminacji do 65. Konkursu Piosenki Eurowizji w Rotterdamie, jednak nie została wybrana na reprezentantkę kraju. Na początku 2020 roku z piosenką „Sudnji dan”, będącą serbskojęzyczną wersją „Judgement Day”, wzięła udział w programie Beovizija 2020, który służył w roli krajowych eliminacji do Konkursu Piosenki Eurowizji, gdzie zajęła 10. miejsce. W 2021 roku była uczestniczką piątego sezonu austriackiego talent show Starmania, gdzie dotarła do pierwszej ósemki zawodniczek, ale została wyeliminowana przed finałem. W tym samym roku wydała singiel „Runaway (Stay)” z chorwackim producentem Ninski, używając pseudonimu Teya.
W 2023 roku wraz z piosenkarką Saleną została wybrana na reprezentantkę w 67. Konkursie Piosenki Eurowizji w Liverpoolu z piosenką „Who the Hell Is Edgar?”, wydaną 8 marca tego roku. Duet zajął 2. miejsce w półfinale, otrzymując od widzów 136 punktów oraz 15. miejsce w finale konkursu, otrzymując 16 punktów od telewidzów oraz 104 punkty od jury, co przełożyło się na 120 punktów. 

## Dyskografia

### Single
| Rok                                                      | Tytuł                                  | Najwyższe pozycje na listach | Najwyższe pozycje na listach | Najwyższe pozycje na listach | Najwyższe pozycje na listach | Najwyższe pozycje na listach | Najwyższe pozycje na listach | Najwyższe pozycje na listach | Najwyższe pozycje na listach | Najwyższe pozycje na listach | Najwyższe pozycje na listach | Najwyższe pozycje na listach | Album |
| Rok                                                      | Tytuł                                  | AUT                          | AUS                          | FIN                          | GRE                          | NLD                          | IRL                          | ISL                          | LTU                          | POL                          | SWE                          | UK                           | Album |
| Rok                                                      | Tytuł                                  | AUT                          | Digital                      | FIN                          | GRE                          | Single Tip                   | IRL                          | ISL                          | LTU                          | Streaming                    | SWE                          | UK                           | Album |
| -------------------------------------------------------- | -------------------------------------- | ---------------------------- | ---------------------------- | ---------------------------- | ---------------------------- | ---------------------------- | ---------------------------- | ---------------------------- | ---------------------------- | ---------------------------- | ---------------------------- | ---------------------------- | ----- |
| 2018                                                     | „Waiting For”                          | –                            | –                            | –                            | –                            | –                            | –                            | –                            | –                            | –                            | –                            | –                            | –     |
| 2018                                                     | „What Christmas Is About”              | –                            | –                            | –                            | –                            | –                            | –                            | –                            | –                            | –                            | –                            | –                            | –     |
| 2018                                                     | „Collide”                              | –                            | –                            | –                            | –                            | –                            | –                            | –                            | –                            | –                            | –                            | –                            | –     |
| 2020                                                     | „Sudnji dan”                           | –                            | –                            | –                            | –                            | –                            | –                            | –                            | –                            | –                            | –                            | –                            | –     |
| 2021                                                     | „Runaway (Stay)” (oraz Ninski)         | –                            | –                            | –                            | –                            | –                            | –                            | –                            | –                            | –                            | –                            | –                            | –     |
| 2022                                                     | „Ex Me”                                | –                            | –                            | –                            | –                            | –                            | –                            | –                            | –                            | –                            | –                            | –                            | –     |
| 2022                                                     | „Mirror Mirror” (oraz Truu)            | –                            | –                            | –                            | –                            | –                            | –                            | –                            | –                            | –                            | –                            | –                            | –     |
| 2022                                                     | „Criminal” (oraz Bermuda i DJ Spicy)   | –                            | –                            | –                            | –                            | –                            | –                            | –                            | –                            | –                            | –                            | –                            | –     |
| 2023                                                     | „Who the Hell Is Edgar?” (oraz Salena) | 4                            | 43                           | 20                           | 26                           | 2                            | 67                           | 12                           | 10                           | 51                           | 79                           | 48                           | –     |
| „–” oznacza, że singel nie był notowany na danej liście. |                                        |                              |                              |                              |                              |                              |                              |                              |                              |                              |                              |                              |       |